# Leslie Ward
Sir Leslie Matthew Ward (London, 1851. november 21. – London, 1922. május 15.) angol portréművész és karikaturista. Négy évtizeden keresztül 1325 portrét festett, amelyeket a Vanity Fair magazin rendszeresen publikált „Spy” és „Drawl” álneveken. A portrék akvarellként készültek, és kromolitográfiákká alakították őket, amelyeket a magazinban publikáltak. Ezeket azután általában jobb papírra reprodukálták, és nyomatként adták el. Akkora volt a befolyása a műfajban, hogy a Vanity Fair összes karikatúráját néha „spyrajzoknak” nevezik, függetlenül attól, hogy ki rajzolta őket.
A korai portrék, szinte mindig teljes alakosak (a fő kivétel a padban ülő bírók), erősebb karikatúraelemekkel bírtak, és általában torzították a test arányait, a nagyon nagy fej és a felsőtest sokkal kisebb alsó részeken támaszkodott. Később, hogy társadalmilag elfogadhatóbb legyen, és hogy ne sértse meg a potenciális modellt ülőket, stílusa az általa „karakterportréknak” nevezetté fejlődött. Ez kevésbé karikatúra, inkább a modell valódi portréja volt, valósághű testarányokat használva.

## Háttér
Ward egyike volt Edward Matthew Ward és Henrietta Ward művészek nyolc gyermekének, valamint James Ward művész dédunokája. Bár a házasság előtt ugyanaz volt a vezetéknevük, Ward szülei nem voltak rokonok. Mindketten ismert történelemfestők voltak. Édesanyja festőktől és rézmetszőktől származott: apja George Raphael Ward rézmetsző és miniatűrfestő volt; nagyapja az ünnepelt állatfestő, James Ward. John Jackson portréfestő unokahúga és George Morland festő dédunokahúga volt. Mindkét szülőnek volt stúdiója otthonában Sloughban és Kensingtonban Londonban, ahol rendszeresen szórakoztatták a londoni művészeti és irodalmi elitet. Ward apja tehetséges pantomímes volt, aki szórakoztatta Charles Dickenst és más kiváló vendégeket. Bár fiukat soha nem képezték formálisan, művészbarátaikkal arra ösztönözték a fiatal Wardot, hogy rajzoljon, fessen és szobrászkodjon.
Ward még iskolás korában kezdett karikatúrázni az Eton College-ban, osztálytársait és iskolamestereit használva modellként. 1867-ben a bátyjáról készült mellszobrát a londoni Királyi Akadémián állították ki. Az iskolában Ward kivételes tanuló volt, és miután 1869-ben elhagyta Etont, apja arra biztatta, hogy építésznek tanuljon. Ő túlságosan félt attól, hogy elmondja apjának, hogy művész szeretne lenni, és egy boldogtalan évet töltött Sydney Smirke építész irodájában, aki a család barátja volt. A művész, WP Frith Ward apjával beszélt a nevében, és hosszas vita után végül beleegyezett, hogy támogassa fia művészképzését, és Ward 1871-ben belépett a Royal Academy Schoolsba. 1873-ban elküldte néhány munkáját Thomas Gibson Bowlesnak, négy évvel a Vanity Fair megalapítása után. Ez oda vezetett, hogy felvették "Ape" (Carlo Pellegrini) helyére, aki ideiglenesen elhagyta a magazint, miután összeveszett Bowlesszal. Ward azt javasolta Bowlesnak, hogy használja a „Spy” nevet, ami azt jelenti, hogy „titkon megfigyelni, vagy távolról vagy rejtve felfedezni”. Ward Spy aláírása hasonló volt Pellegrini stilizált majmához.

## Vanity Fair
Ward 1325 karikatúrát rajzolt a Vanity Fair számára 1873 és 1911 között, amelyek közül sok megragadta alanyai személyiségét. A királyságról, a nemességről és a nőkről készült portréi azonban túlságosan rokonszenvesek voltak. Később, amikor maga is tagja lett a Társaságnak, még inkább dicsérő portréművész lett, és a karikatúrától az általa „karakterportréknak” nevezettek felé mozdult el, amit 1915-ben megjelent Forty Years of Spy című önéletrajzában is elismert.
Ward módszeresen dolgozott, gyakran emlékezetből, miután megfigyelte „áldozatait” a versenypályán, a bíróságokon, a templomban, az akadémia előadótermében vagy a Parlament előcsarnokában. Néha eljöttek a műtermébe, hogy talárjukban vagy egyenruhájukban pózoljanak. Ward úgy vélte, a karikaturista születik, nem pedig felkészül. Megjegyezte: „Természetesen elengedhetetlen a jó memória, a szem a részletekre, és az elme, amely képes értékelni és megragadni a „téma” atmoszféráját és sajátosságait."  Szerinte egy karikatúra soha nem függhet fizikai hibától, és nem is szabad erőltetni. „Ha egy mondatban tudnám összefoglalni a művészetet, akkor a karikatúra komikus benyomást kelt, kedves érintéssel, és mindig mentes a közönségességtől.”
Egy 1897-es interjúban, amelyet Oliver Armstrong Fry (a Vanity Fair szerkesztője) adott Frank Banfieldnek, a Cassell's Magazine-tól, arról számolt be, hogy Ward portrénként 300 és 400 font közötti összeget kapott. Ward volt a leghíresebb Vanity Fair művész; sőt a karikatúrák egész műfaját gyakran „spyrajznak” nevezik. Több mint negyven évig dolgozott a Vanity Fairnél, a 2387 karikatúra több mint felét ő készítette.

## Későbbi évek
Ward klubjai közé tartozott az Arts, az Orleans, a Fielding, a Lotus, a Punch Bowl és a Beefsteak, ahol ő volt az egyik alapító tag. Ott felvázolta sok áldozatát. 1899-ben, évekkel azután, hogy apja megtagadta tőle az engedélyt, hogy feleségül vegye, elvette Judith Mary Topham-Watney-t, a társaság háziasszonyát, Richard Topham, a Királynő negyedik saját huszárezrede őrnagyának egyetlen lányát. Egy lányuk született, Sidney.
Ward utolsó rajza a Vanity Fair számára 1911 júniusában jelent meg, mivel nem sokkal azelőtt kezdett el „jellegzetes portréival” közreműködni a The World és a Mayfairben. Jövedelmét portréfestéssel egészítette ki. 1918-ban lovaggá ütötték . Ward megjövendölte, hogy „amikor a viktoriánus korszak történetét igaz perspektívában írják meg, a Vanity Fairben keresik és találják meg korunk reprezentatív embereinek és szellemének leghűségesebb tükrét és feljegyzését”. Idegösszeroppanást követően Ward szívelégtelenség következtében hirtelen halt meg a Dorset Square 4. szám alatt, Marylebone, London 1922. május 15-én, és május 18-án temették el a londoni Kensal Green temetőben .
Mintegy 300 eredeti akvarellje a Vanity Fair számára a londoni National Portrait Galleryben található.

## Karikatúrák

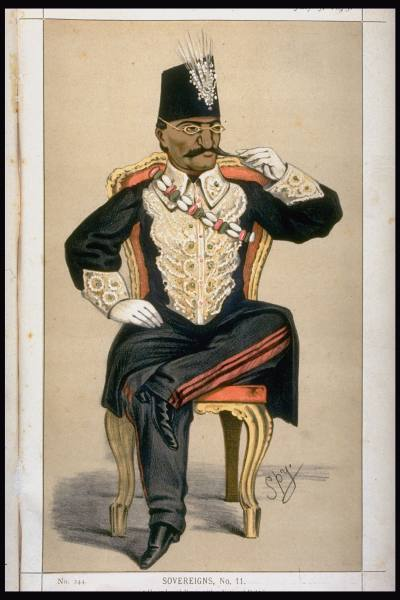
Nászer ad-Din perzsa sah, 1873
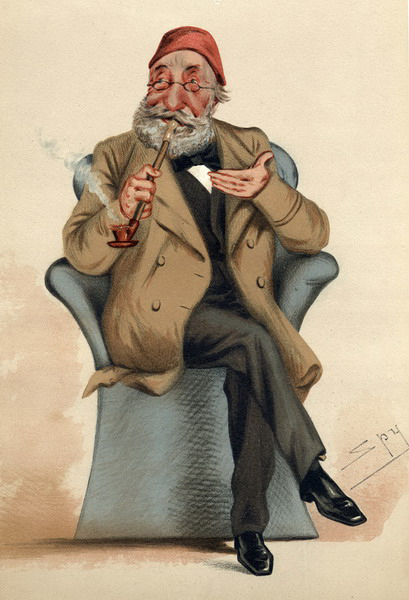
Midhat Pasha, 1877
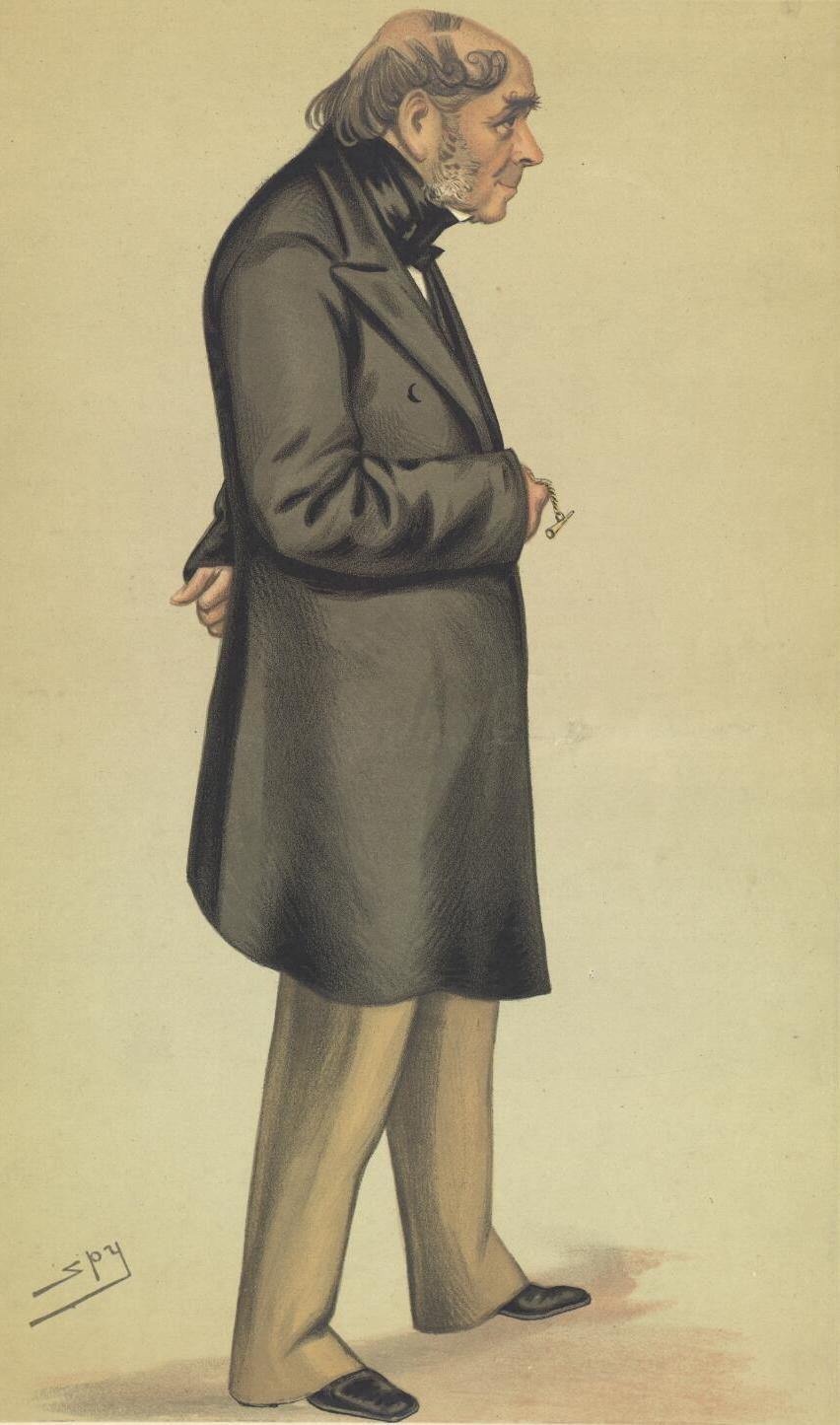
Sir Henry Bessemer, 1880
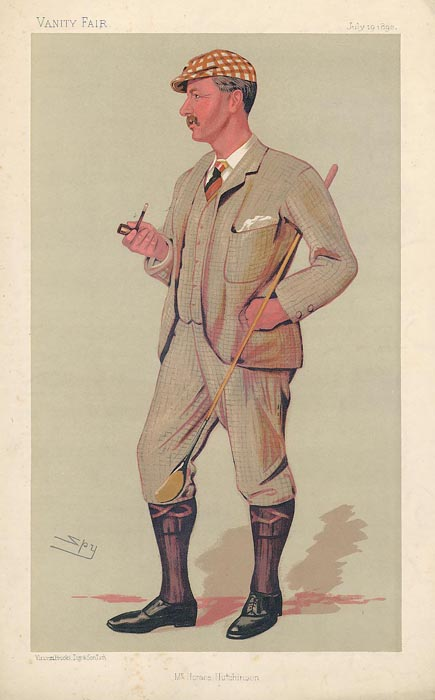
Horace Hutchinson golfbajnok, 1890
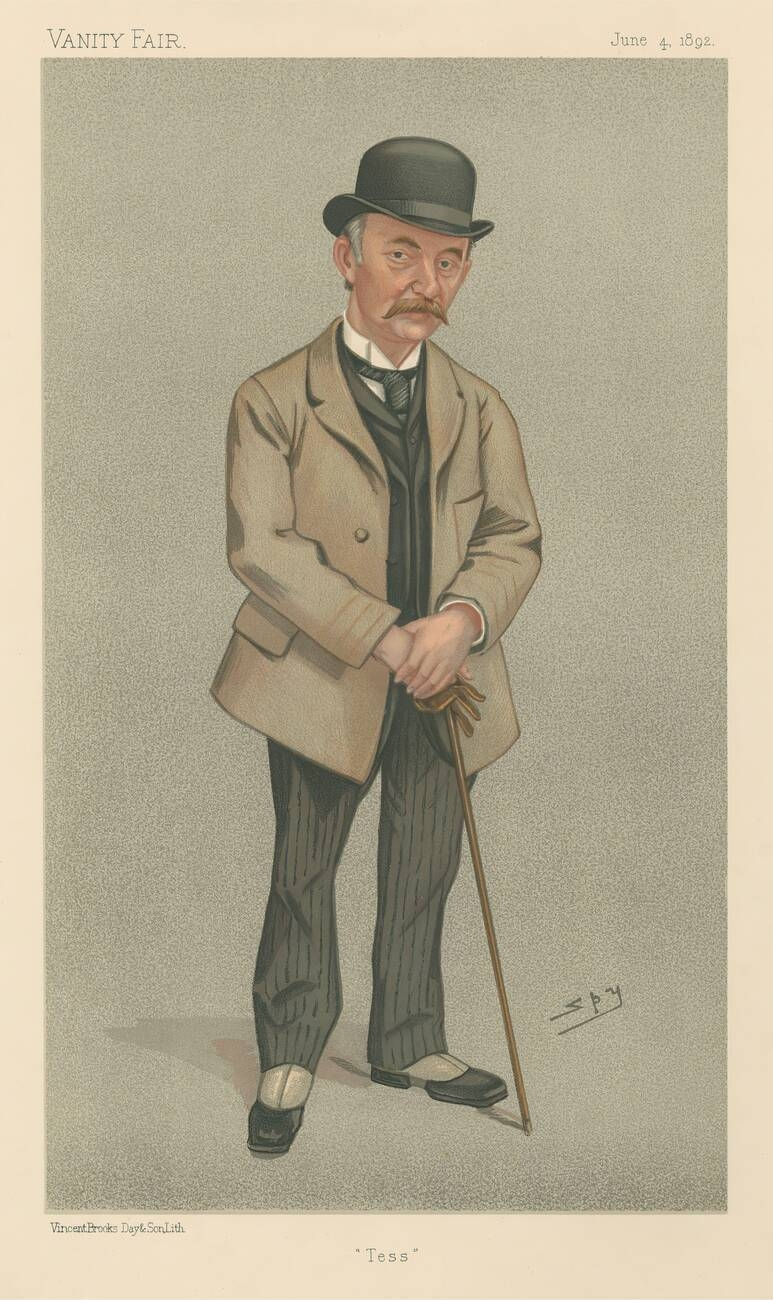
Thomas Hardy, 1892
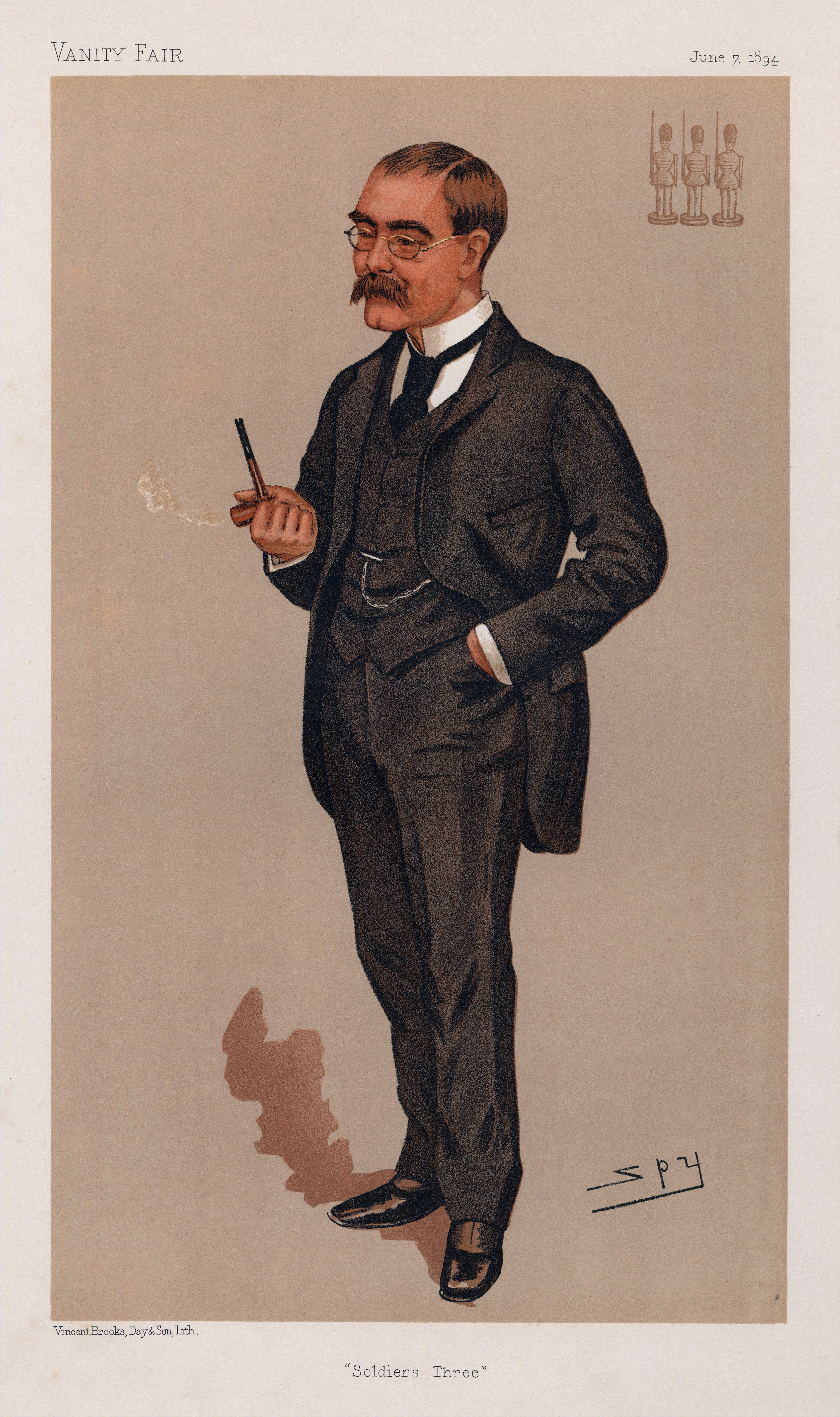
Rudyard Kipling, 1894
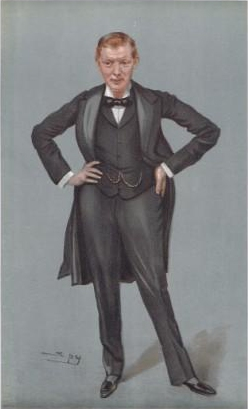
Winston Churchill, 1900
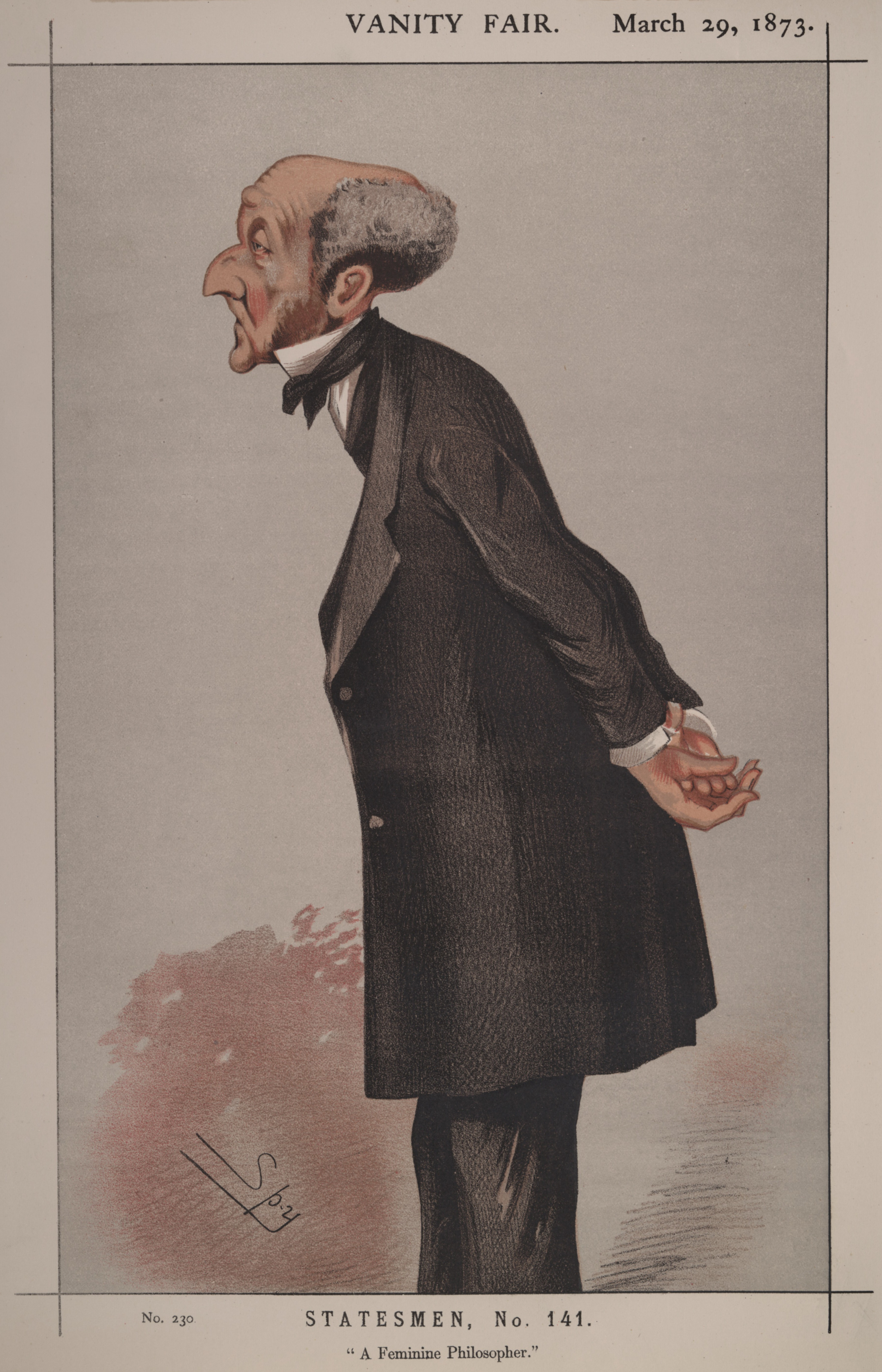
John Stuart Mill, 1873
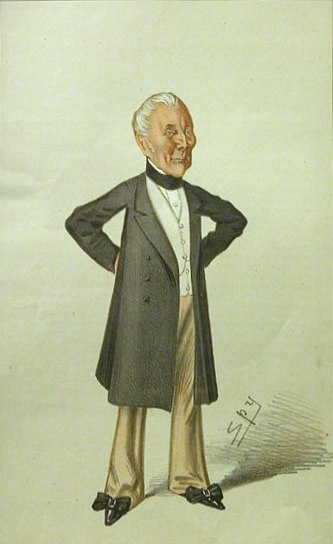
William Maynard Gomm marsall, 1873
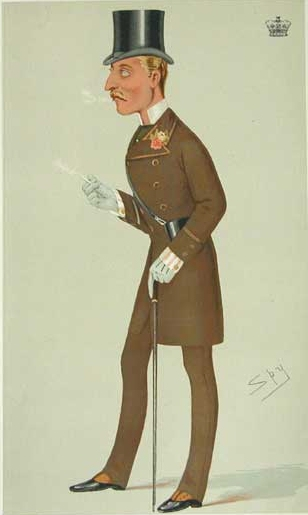
Artúr brit királyi herceg, 1876
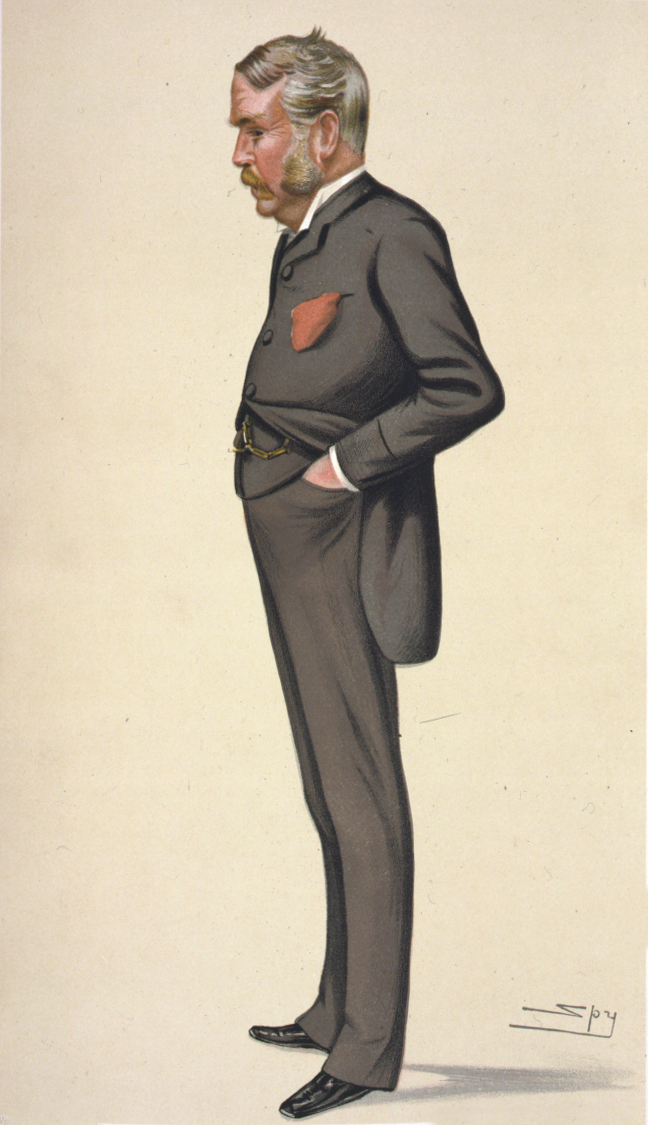
W. S. Gilbert író, 1881
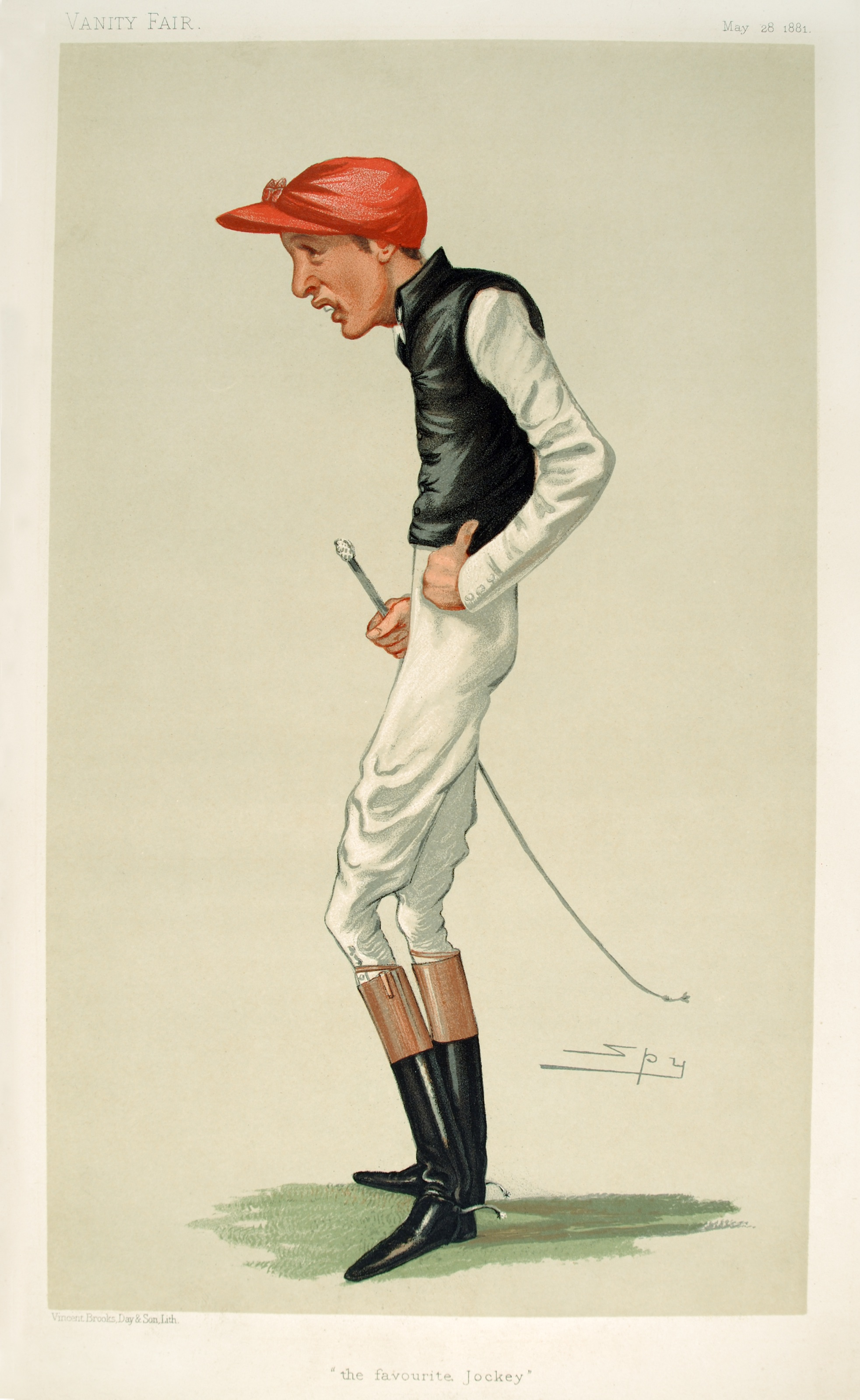
Fred Archer zsoké, 1881
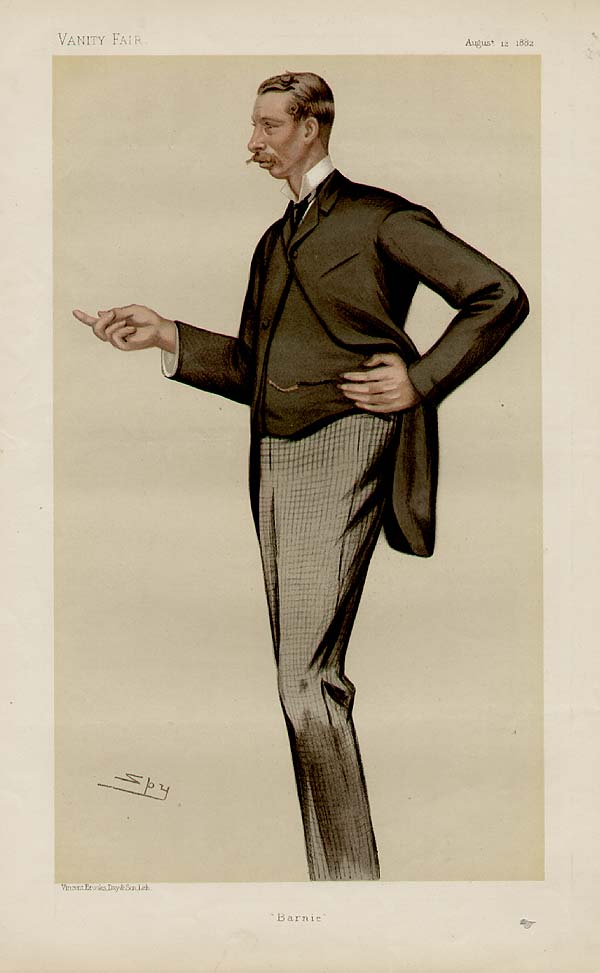
Bernard FitzPatrick (1883-tól Castletown 2. bárója), 1882
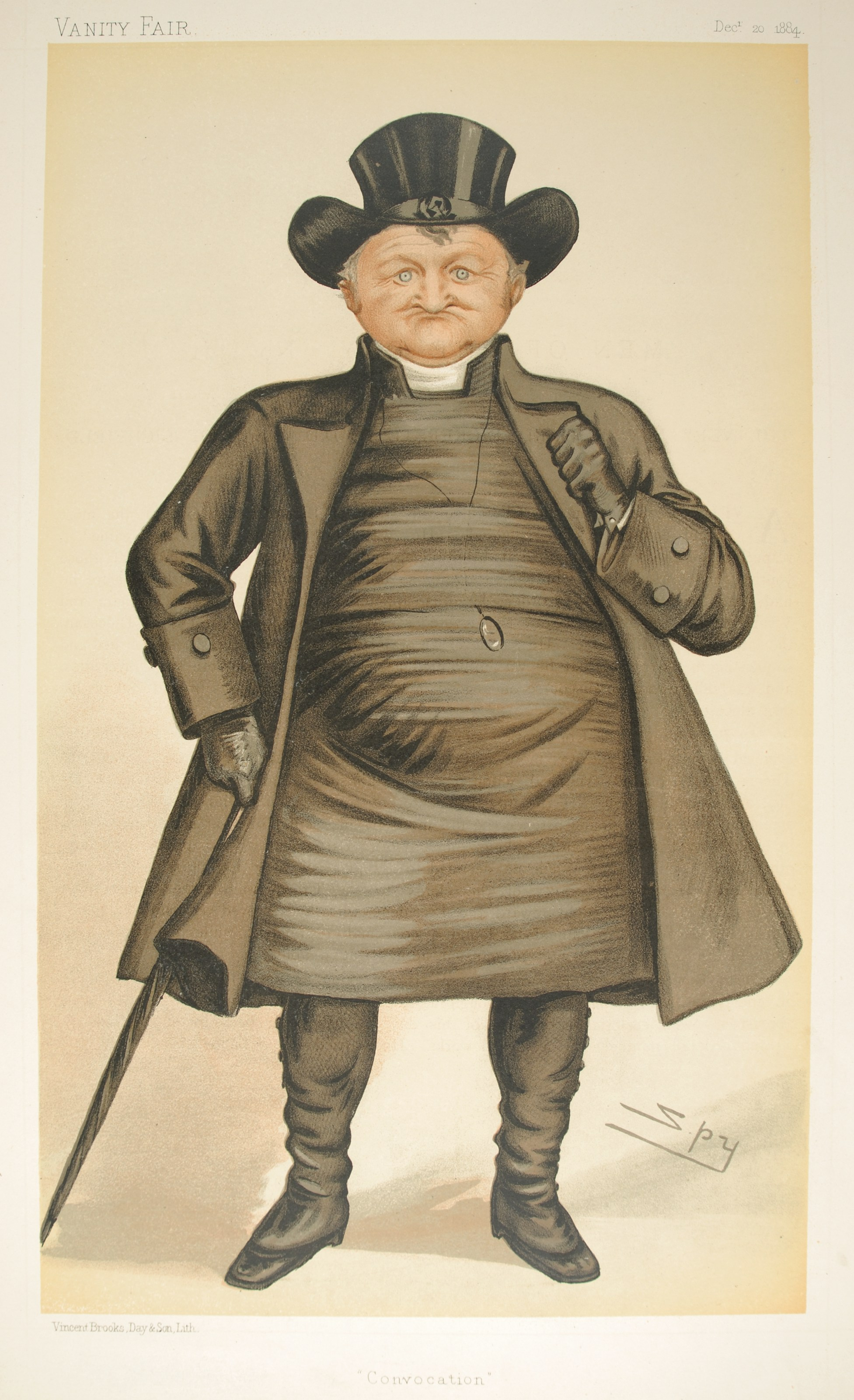
Edward Bickersteth Lichfield dékánja, 1884
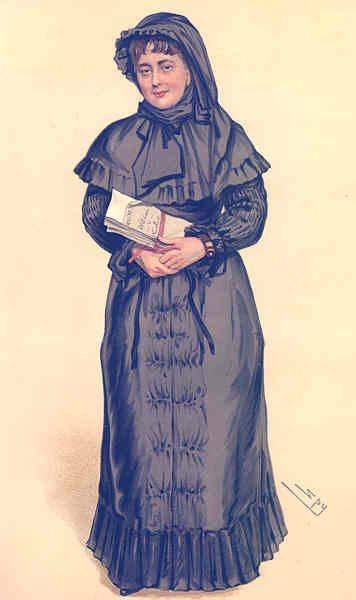
Georgina Weldon asszony, 1884
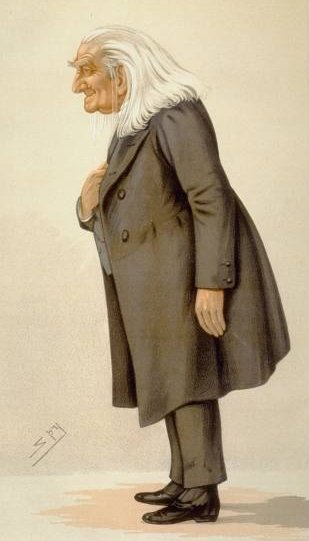
Liszt Ferenc, 1886
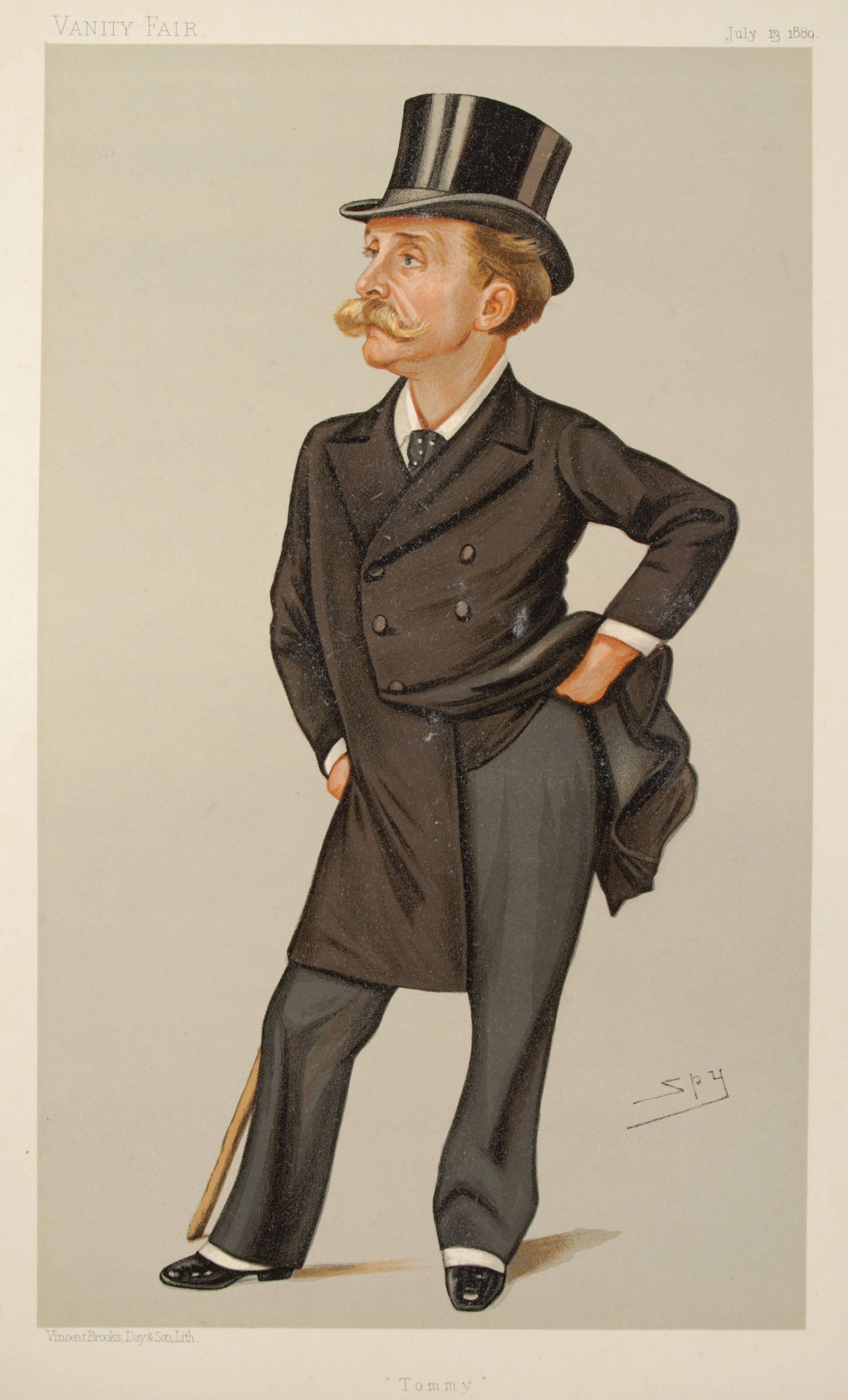
„Tommy” Bowles, a Vanity Fair alapítója, 1889
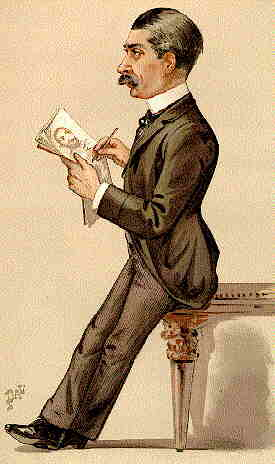
Leslie Ward, „Pal”, 1889
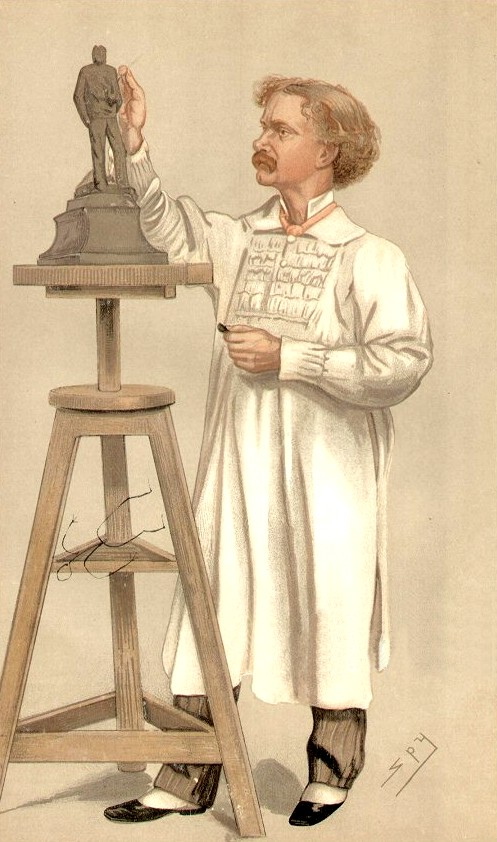
Hamo Thornycroft szobrász, 1892
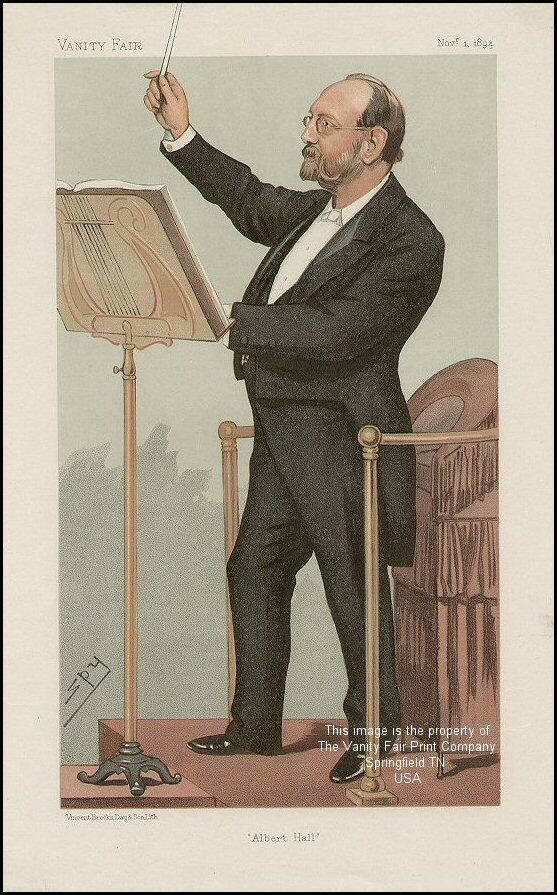
Joseph Barnby zeneszerző, 1894
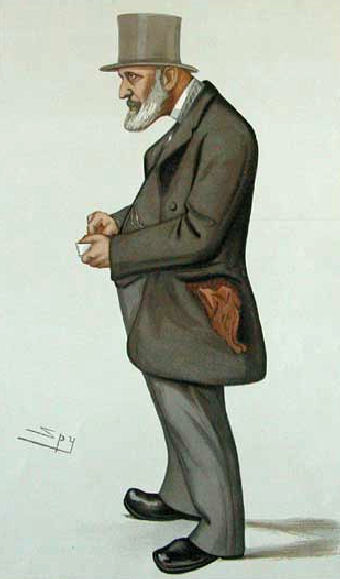
James Edwin Thorold Rogers, 1896
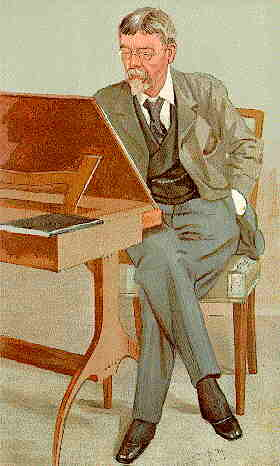
George du Maurier, 1896
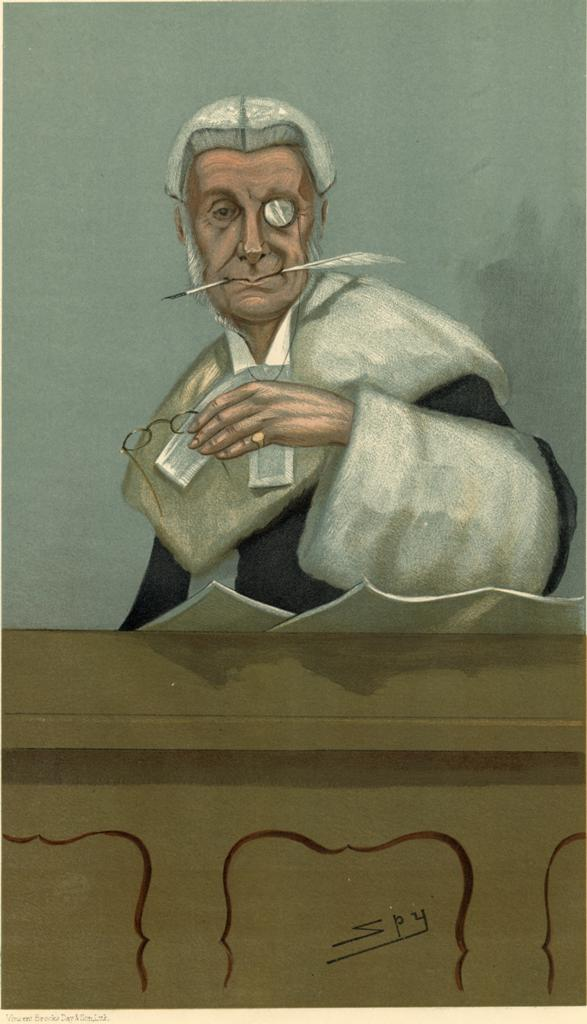
Arthur Moseley Channell, 1898
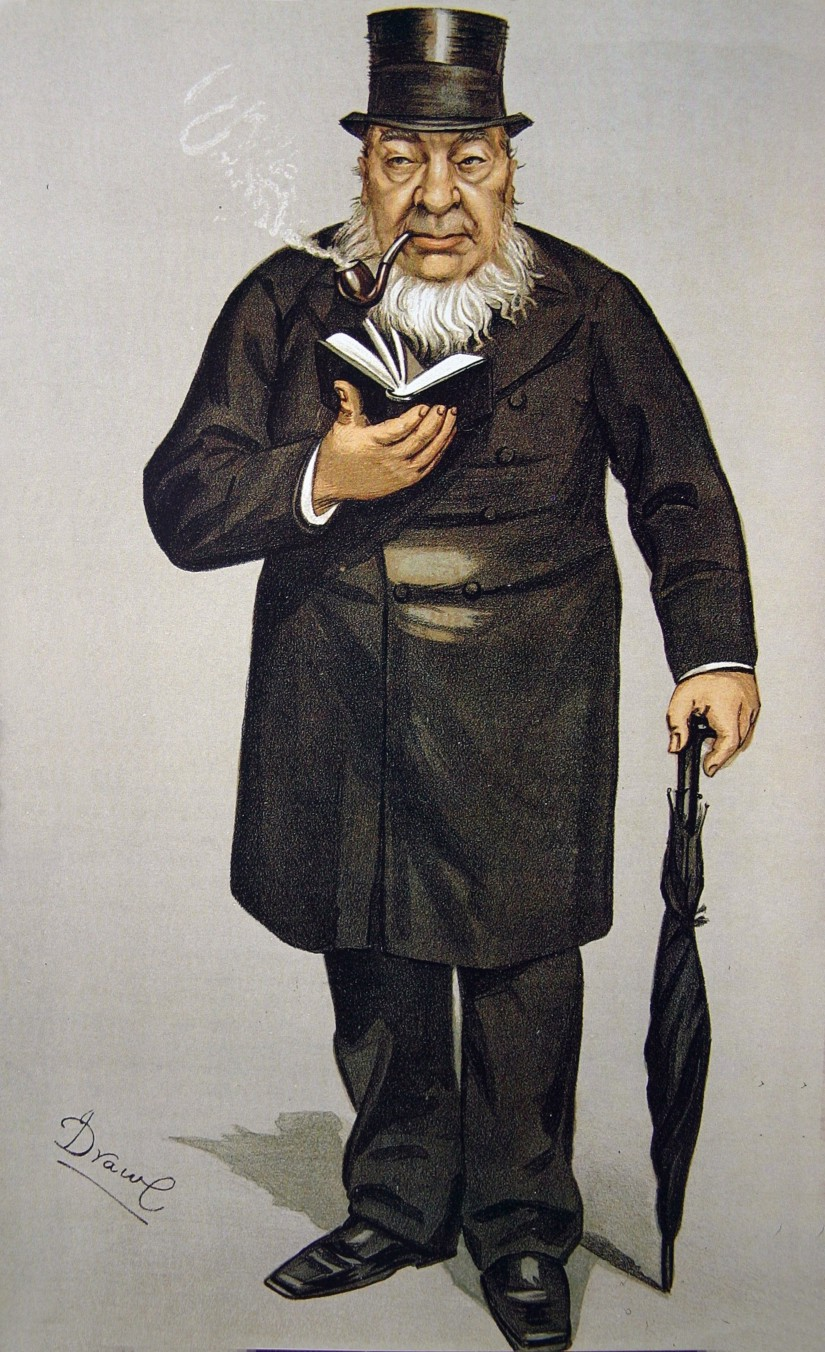
Paul Kruger a Dél-afrikai Köztársaság elnöke, 1900
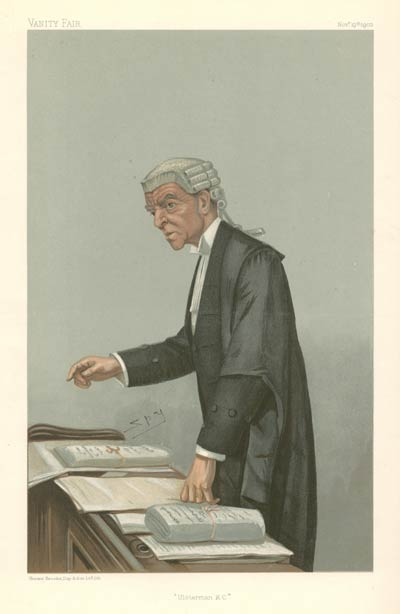
Robert McCall ügyvéd, 1903
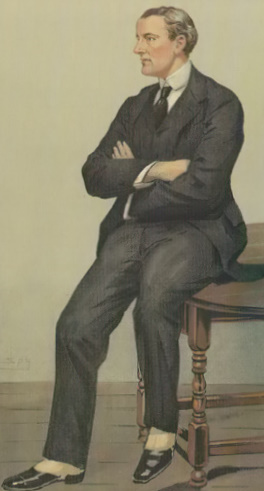
Edward Marshall Hall sztárügyvéd, 1903
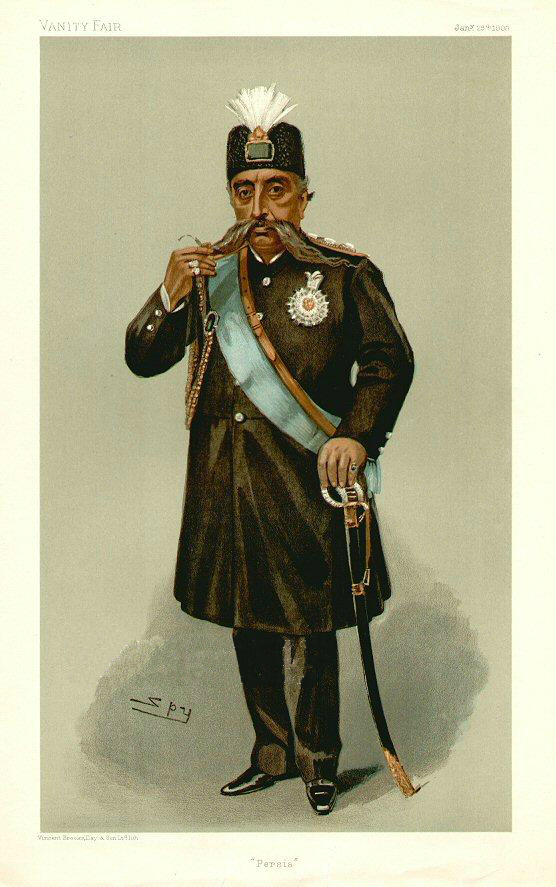
Mozaffar ad-Din perzsa sah, 1903
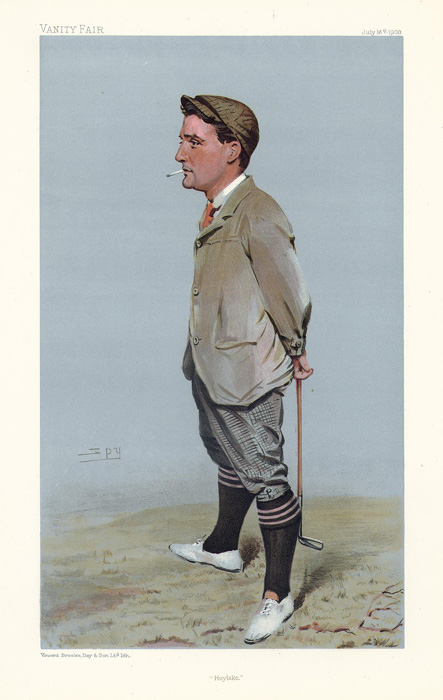
Harold Hilton golfbajnok, 1903
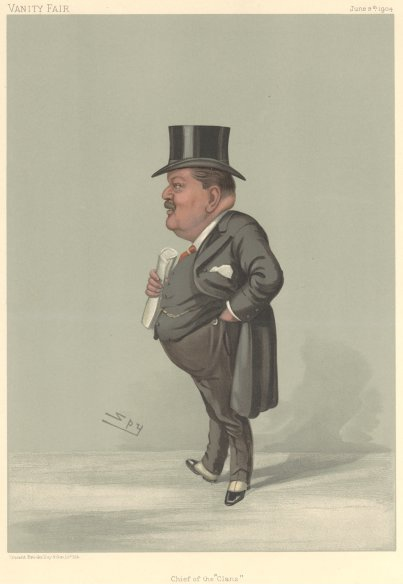
Charles Cayzer báró, 1904
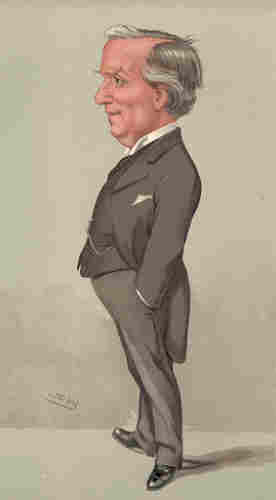
Herbert Asquith 1908-tól miniszterelnök, 1904
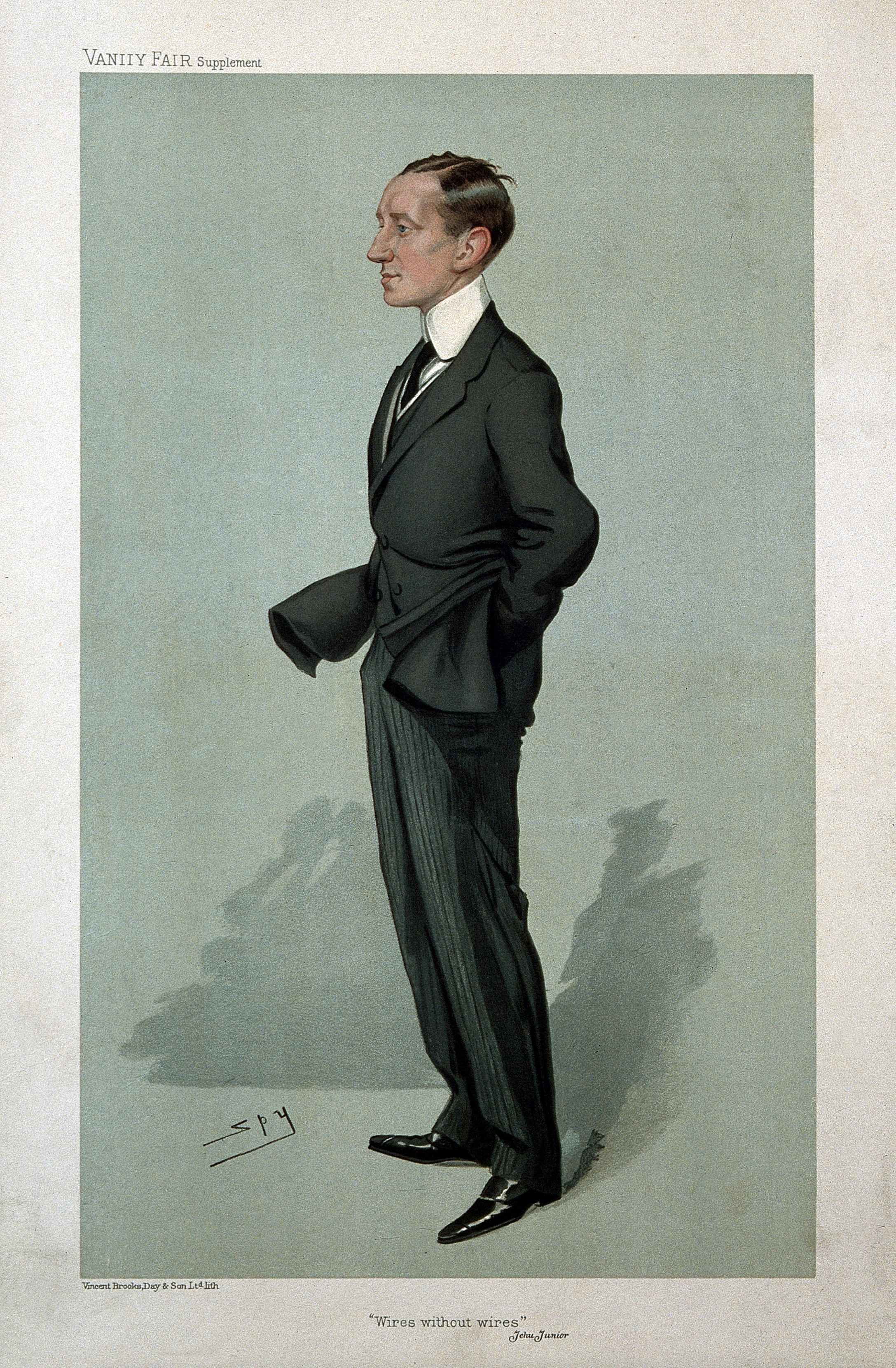
Guglielmo Marconi, 1905
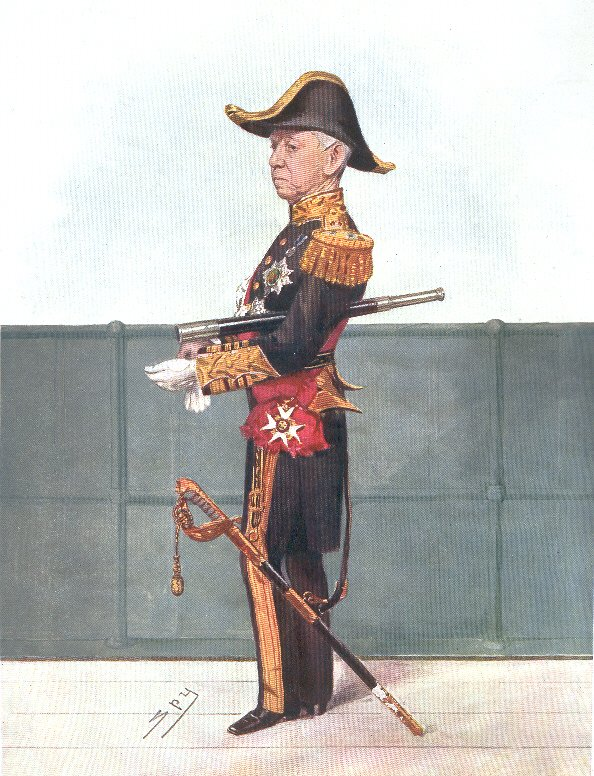
Sir Compton Edward Domvile admirális, 1906
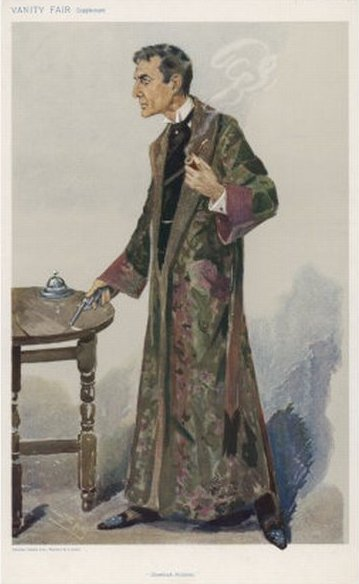
William Gillette Sherlock Holmesként, 1907
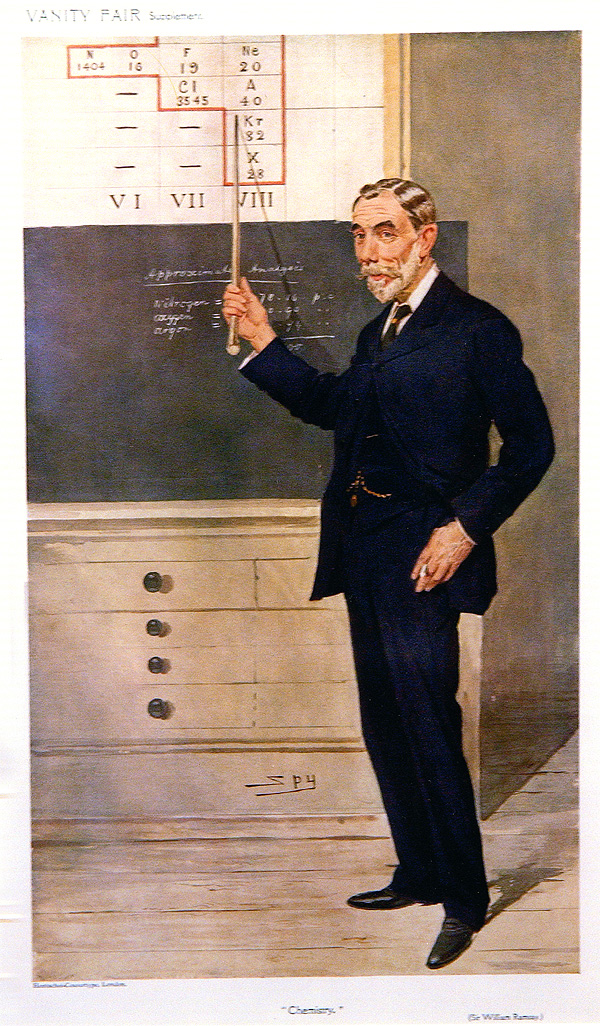
William Ramsay, 1908
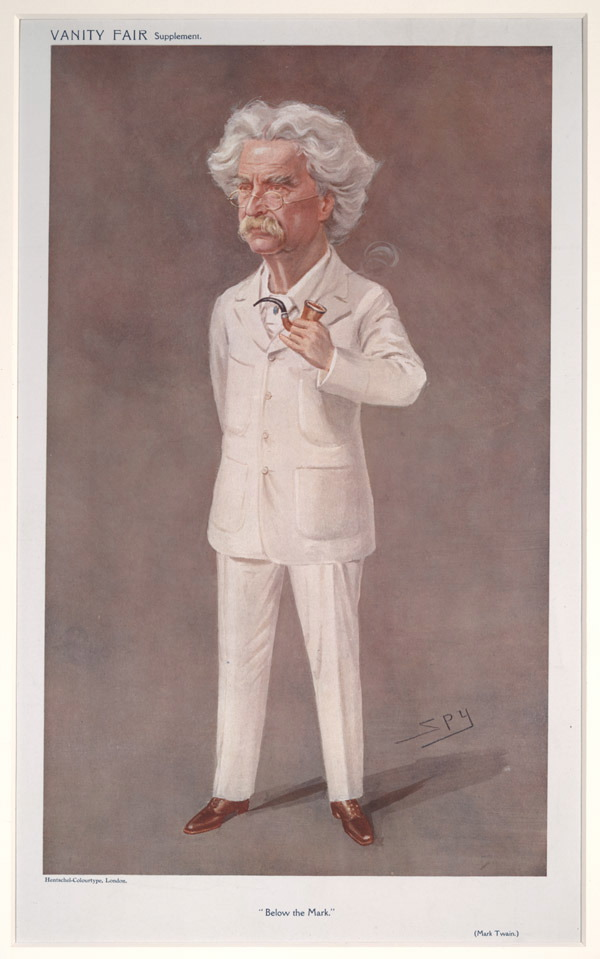
Mark Twain, 1908

## Publikációk
- Leslie Ward (1915), A „Spy” negyven éve, London: Chatto and Windus ISBN 1112549951

## Fordítás
Ez a szócikk részben vagy egészben  a   Leslie Ward című angol Wikipédia-szócikk ezen változatának fordításán alapul.  Az eredeti cikk szerkesztőit annak laptörténete sorolja fel. Ez a jelzés csupán a megfogalmazás eredetét és a szerzői jogokat jelzi, nem szolgál a cikkben szereplő információk forrásmegjelöléseként.